# Schweizer Reneke
Schweizer Reneke (Engels: Schweizer-Reneke) is een plaats in de Zuid-Afrikaanse provincie Noordwest.
Schweizer Reneke telt ongeveer 41.000 inwoners.

## Subplaatsen
Het nationaal instituut voor de statistiek, Stats SA, deelt sinds de census 2011 deze hoofdplaats in in 8 zogenaamde subplaatsen (sub place), waarvan de grootste zijn:
Ipelegeng • Ipelegeng Ext 3.